# Sonnenschein und Wolkenbruch
Pour plus de détails, voir Fiche technique et Distribution.
Sonnenschein und Wolkenbruch (en français Soleil et averse) est un film autrichien réalisé par Rudolf Nussgruber, sorti en 1955.
Il s'agit de l'adaptation du roman Abenteuer in Budapest de Fritz Knechtl-Ostenburg.

## Synopsis
L'hôtel Seeblick sur le Wörthersee se porte si mal que l'hôtelier Stieglitz engage deux experts en publicité pour attirer de nouveaux clients dans l'hôtel. Ils ont tous les deux un plan : en plus d'une publicité excessive dans les tracts, Stieglitz doit faire entrer dans son hôtel une star qui transporte des perles précieuses du Maharaja imaginaire de Saipur. Ce collier de perles est censé être caché dans le coffre-fort de la maison afin d'attirer l'attention du public et plus tard volé. Stieglitz, d'autre part, est censé payer les bijoux volés de sa propre poche, tout comme d'une manière publicitaire, et faire comprendre que le Seeblick est un hôtel de première classe. Stieglitz accepte le plan. En tant que star, il engage la danseuse de boîte de nuit Margit, qu'il présente à l'hôtel en tant que star de la revue française sous le nom de Madelaine Caron. La presse est présente et se jette sur l'affaire, d'autant plus que Margit a des perles qu'a fait venir Stieglitz. Le collier de perles à trois rangs que Margit enferme dans le coffre-fort de l'hôtel est une imitation bien faite. L'original de ce collier appartient à la germano-américaine Mme Hauser, qui séjourne également à l'hôtel avec sa fille Glory. Elle a également ses bijoux enfermés dans le coffre-fort. Un autre client de l'hôtel se fait appeler le comte Donnersbach, mais il s'agit en fait d'un escroc qui, sur les instructions de son patron, est censé mettre la main sur les vraies perles.
Glory tombe amoureuse du pianiste de l'hôtel Rudi Thomas et ils partent tous les deux pour une promenade dans la montagne, dont le retour avant la tombée de la nuit est contrecarré par un orage. Ils passent donc la nuit dans une cabane de montagne, étant plus involontairement divertis par un forestier. Pendant ce temps, les autres clients de l'hôtel participent à une séance initiée par le comte Donnersbach. Stieglitz, qui a confondu dans le coffre-fort le vrai et le faux et a donné à Margit le vrai collier de perles, le dérobe pendant la séance comme prévu. À la fin, Margit découvre théâtralement que ses bijoux ont disparu de son cou et Stieglitz remplit le chèque pour elle. Il a des ennuis lorsque Mme Hauser n'a plus également son collier, qui lui a été enlevé pendant la séance de Donnersbach. Incapable d'écrire un vrai chèque, Stieglitz "trouve" le collier de perles perdu sous la table, bien que le collier de Margit, pense-t-il, soit en fait le bon en raison de la confusion d'origine. Donnersbach apporte à son patron les fausses perles et est renvoyé pour voler les vraies. Il y parvient également, mais est arrêté par la police à son retour. La police remet les perles authentiques à Stieglitz, qui les remet à Mme Hauser, remarquant qu'il en a pris la garde après le premier vol.
Le vrai Maharajah de Saipur découvre dans le journal Margit et les bijoux remplacés. Il part immédiatement avec son entourage de Paris au lac Wörthersee et se fiance spontanément à Margit à l'hôtel. Rudi, en revanche, a fait bonne impression à Mme Hauser, même si elle ne sait pas qu'il est le petit ami de Glory, qu'elle veut même épouser. Bien qu'elle rejette le musicien qu'elle ne connaît pas, elle recommande le charmant Rudi à sa fille, et lui et Glory deviennent un couple.

## Fiche technique
- Titre original : Sonnenschein und Wolkenbruch
- Réalisation : Rudolf Nussgruber assisté de Carl Pruckner
- Scénario : Jutta Bornemann (de), Franz Gribitz (de), Kurt Nachmann
- Musique : Hanns Jelinek
- Direction artistique : Walter Schmiedl
- Costumes : Leo Bei
- Photographie : Elio Carniel (de), Sepp Ketterer (de)
- Son : Herbert Janeczka, Otto Untersalmberger
- Montage : Henny Brünsch
- Production : Friedrich Erban (de)
- Société de production : Wien-Film
- Société de distribution : Sascha-Verleih
- Pays d'origine :  Allemagne
- Langue : Allemand
- Format : Couleur - 1,37:1 - mono - 35 mm
- Genre : Comédie
- Durée : 93 minutes
- Dates de sortie :
  - Autriche : 4 novembre 1955.
  - Allemagne : 6 juillet 1956.
  - France : 21 novembre 1956[2].

## Distribution
- Rudolf Vogel : l'hôtelier Stieglitz
- Susi Nicoletti : Margit
- Jester Naefe : Glory Hauser
- Hans Holt : Rudi Thomas
- Loni Heuser : Mrs. Hauser
- Hans Olden (de) : Le comte Donnersbach
- Helli Servi : Linda
- Trude Hesterberg : la mère de Linda
- Heinz Conrads : un directeur de la publicité
- Helmut Qualtinger : un directeur de la publicité
- Beppo Brem (de) : Matz, le forestier
- Raoul Retzer: Josef Petersiel

## Production
Le film est réalisé dans le studio Schönbrunn à Vienne et dans les studios de Wien-Film à Sievering.